# Igor Vorontjichin
Igor Nikolajevitj Vorontjichin (ryska: Игорь Николаевич Ворончѝхин), född 14 april 1938 i Moskva, död 10 mars 2009 i Moskva, var en sovjetisk längdåkare som tävlade under 1960-talet. Hans största meriter är två olympiska brons på 30 km och 4 x 10 km (1964).